# Henry John Temple, Tử tước Palmerston thứ 3
Henry John Temple, Tử tước Palmerston thứ 3 (20 tháng 10 năm 1784 – 18 tháng 10 năm 1865) là chính khách người Anh hai lần giữ chức Thủ tướng vào giữa thế kỷ 19. Trong khoảng từ năm 1830 đến năm 1865 ông nắm quyền chính sách đối ngoại của Anh khi nước Anh trong đỉnh cao của sự cường thịnh. Biệt danh được biết đến của ông là "Pam" và "The Mongoose", ông làm việc trong chính phủ gần như liên tục từ năm 1807 cho đến khi ông qua đời vào năm 1865, bắt đầu sự nghiệp của mình với tư cách là đảng viên của Tory sau đó chuyển sang Đảng Whig, và bao gồm việc ông là Thủ tướng đầu tiên của Đảng Tự do mới thành lập từ năm 1859.